# Ильина (река)
Ильина — река в России, протекает в Лузском районе Кировской области. Устье реки находится в 18 км по правому берегу реки Лёхта. Длина реки составляет 29 км.
Река берёт начало в 11 км к северо-востоку от села Боровица. От истока течёт на юг, затем поворачивает на юго-восток, русло извилистое. Всё течение проходит по ненаселённой тайге. Впадает в Лёхту неподалёку от границы с Республикой Коми в 10 км к северо-западу от посёлка Коржинский. Ширина реки в нижнем течении около 5 м.

## Данные водного реестра
По данным государственного водного реестра России и геоинформационной системы водохозяйственного районирования территории РФ, подготовленной Федеральным агентством водных ресурсов:
- Бассейновый округ — Двинско-Печорский
- Речной бассейн — Северная Двина
- Речной подбассейн — Малая Северная Двина
- Водохозяйственный участок — Юг
- Код водного объекта — 03020100212103000012815